# Ocean Master
Ocean Master, il cui vero nome è Orm Marius, è un personaggio immaginario, un supercriminale pubblicato dalla DC Comics, ed è il fratellastro di Aquaman. Comparve per la prima volta in Aquaman n. 29 (settembre 1966), e fu creato da Bob Haney e Nick Cardy.

## Biografia del personaggio
(Ocean Master rivolto al re Nereus nel film Aquaman)

### Pre-Crisi
Orm Curry era il fratellastro umano di Aquaman, il figlio di Tom Curry (il padre di Aquaman) e di una donna di nome Mary O'Sullivan. Crebbe sotto l'ombra del suo eroico fratello e si sentiva inferiore per non avere nessuno dei poteri di Aquaman, essendo pienamente umano, ed era già un incallito criminale quando fu colpito da amnesia e dimenticò tutto della sua vita passata, scomparendo poco dopo.
Anni dopo, ricomparve l'autonominatosi Orm Marius come Ocean Master, un pirata high-tech che inizialmente attaccava le navi ma che presto andò avanti causando disastri naturali al fine di tenere il mondo in ostaggio. Aquaman e Aqualad furono catturati da Ocean Master, ma riuscirono a fuggire, Aquaman fu quindi incapace di battersi con lui dopo aver visto chi c'era sotto la maschera e scoprendo che si trattava di suo fratello Orm, anche se riuscì a fermarlo.
Nelle successive comparse credendo che Aquaman avesse paura di lui, Ocean Master decise di rovesciare Aquaman e usurpare il suo trono. Incapace però di vivere sott'acqua, si creò un costume speciale e un elmetto che gli permettessero di respirare mentre si trovava nell'oceano e si scontrò con Aquaman diverse volte. Ocean Master recuperò la memoria quando Deadman occupò il suo corpo e ne sbloccò i ricordi in Aquaman n. 50 (marzo-aprile 1970), ma continuò lo stesso a complottare contro suo fratello.

### Post-Crisi
Le origini di Ocean Master cambiarono dopo la reinvenzione di Aquaman da parte di Peter David. È ancora il fratellastro di Aquaman, ma dato che Aquaman non era più il figlio di Tom Curry, Orm era adesso il figlio di Atlan il mago (il vero padre di Aquaman) e di una donna inupiat.
Comparve per la prima volta nella miniserie Aquaman: Time and Tide (febbraio 1994), in cui Aquaman registrava la storia della sua vita. Qui narrò di come uno dei suoi primi incontri con gli esseri umani fu quando salvò una ragazza di nome Kako da un orso polare. La sua famiglia era molto tradizionalista tranne suo fratello Orm, che non aveva tempo per le tradizioni. Quando Kako e Arthur cominciarono una relazione sessuale, Orm attaccò la ragazza in un impeto di gelosia. Anche se sopravvisse, Kako non ricordò quello che le era accaduto.
Orm ricomparve nel suo costume di Ocean Master nel numero successivo, ambientato nei primi momenti della carriera di Arthur come Aquaman e del suo regno di Atlantide. Come nella continuità pre-Crisi, Ocean Master desiderava il trono di Atlantide, avendo saputo che suo padre era uno stregone atlantideo. A quel tempo né lui né Aquaman sapevano della loro relazione, anche se Aquaman alla fine lo capì mentre registrava questi eventi.
Durante la storia Underworld Unleashed, Ocean Master cominciò a utilizzare poteri mistici quando vendette la sua anima a Neron per un potentissimo tridente che gli diede grandi poteri, ma che causava agonia se abbandonato. Con questo nuovo potere, conquistò Dreaming City, una nazione di rinnegati atlantidei. Fu trovata da Aquaman, che cercava di unire di unire tutte le tribù di Atlantide. Aquaman convinse Ocean Master che erano fratellastri, tuttavia la pressione fece sì che la mente di Orm saltasse.
Dopo questo evento si unì per un breve periodo alla Gang dell'Ingiustizia di Lex Luthor, un gruppo formato da soli "arci nemici" dei "Grandi Sette" della Justice League. Tentò di aggravare le tensioni tra Atlantide e la nazione di superficie di Cerdia.
Ocean Master si scontrò nuovamente con la Justice League quando tentò di reclamare i resti di Atlantide dopo la morte apparente di Aquaman in Our Worlds at War.
Orm fu infine visto utilizzare i suoi talenti mistici per alterare la realtà così che fosse lui Aquaman e Orin fosse Ocean Master. Come Aquaman, Orm tenne Sub Diego sotto il suo comando spietato. Tuttavia, l'eroico Ocean Master fu in grado di sconfiggerlo.
Le "Cronache di Atlantide" suggerirono che i fratelli che si battono per regnare è un tema ricorrente della storia atlantidea.
In Aquaman: Sword of Atlantis, Ocean Master schiavizzò gli atlantidei che sopravvissero alla distruzione di Atlantide per mano dello Spettro, e li utilizzò per estrarre materiali minerari per il mondo di superficie.
In Crisi infinita, Ocean Master divenne un membro della Società segreta dei super criminali.
In Crisi finale, Ocean Master fu messo nel cerchio più stretto della Società di Libra.

### The New 52
In The New 52 (rilancio del 2011 della DC Comics sull'intera serie), le origini di Ocean Master furono cambiate di nuovo. Secondo il consigliere atlantideo Vulko, la regina di Atlantide, Atlanna, lasciò il suo primogenito, Arthur, a vivere con suo padre sul mondo di superficie, proteggendolo così dagli effetti della tirannia di Atlantide. Atlanna fu quindi costretta a sposare un membro delle guardie Atlantidee e diede luce al suo secondogenito, Orm. Dodici anni più tardi, il padre di Orm fu ucciso e Atlanna morì in circostanze misteriose, facendo di Orm il nuovo re. Vulko accusò Orm di aver ucciso Atlanna, ma non potendo fornire alcuna prova fu costretto a fuggire. Quando Vulko incontrò Arthur (che era in cerca di Atlantide) gli spiegò delle origini di suo fratello e gli disse che era lui il vero re di Atlantide ed erede al trono, e che quindi avrebbe dovuto rovesciare Orm.
Aquaman sospettò che Orm fosse l'atlantideo ingaggiato da Black Manta per rubargli lo scettro, che è una reliquia di grande potere che fu preso dalla tomba del Re Morto. Quando l'atlantideo trovò la reliquia, Aquaman credette che Orm fosse nella nave e gli chiese di rivelarsi, ma la nave fuggì. Più avanti, Aquaman fece visita ad Orm chiedendogli se avesse preso lui lo scettro, ma Orm rispose di no e affermando che se voleva sapere dello scettro doveva chiedere ad Aquaman dove fosse. Si scoprì poi che Aquaman permise ad Orm di restare a governare Atlantide a patto che non avrebbe invaso il mondo in superficie.
Durante la storia Throne of Atlantis, qualcuno sabotò un aircraft e provocò un attacco ad Atlantide. Credendo di essere sotto attacco da parte della superficie, Orm guidò i soldati atlantidei ad invadere l'aircraft e quindi a muovere guerra contro la superficie. Orm arrivò a Boston, attaccando i navigatori e chiedendo di suo fratello, Aquaman. Aquaman arrivò e cercò di farlo ragionare, ma furono interrotti dall'arrivo inatteso della Justice League. Aquaman difese suo fratello, rifiutandosi di fargli affrontare l'estradizione. Attaccato su multipli fronti, Orm folgorò e quindi imprigionò i Leaguers dentro bozzoli d'acqua e li inviò nel piano subacqueo, dove tentò di affogare la città.
Mentre Orm e i suoi soldati piantavano bombe nel tentativo di affondare Boston e affrontavano i supereroi di riserva che Cyborg chiamò in aiuto, furono attaccati da alcune creature marine chiamate Trench. Dopo che la League riuscì a evadere e tornare in superficie, Aquaman capì che Orm non stava utilizzando la reliquia per affondare la città. Dato che i Trench potevano essere comandati solo da qualcuno che possedeva lo scettro, qualcun altro stava manipolando la guerra atlantidea: qualcuno che si rivelò essere Vulko.
La Justice League arrivò per battersi sia con gli atlantidei che con i Trench, mentre Aquaman attaccava suo fratello e cercava di convincerlo che il responsabile della guerra era Vulko. Tuttavia, Orm si rifiutò di ascoltare, credendo che Aquaman fosse stato corrotto dal mondo di superficie. La League si occupò di tutte le cariche di Boston, ma Orm utilizzò il suo elmetto per richiamare un gigantesco maremoto. I poteri e gli sforzi di Mera si dimostrarono quasi deboli nel tentativo di arrestarlo. Orm fu sconfitto da Aquaman, che assunse il ruolo di re e comandò i soldati di Atlantide, i Trench tornarono a casa e Vulko fu portato ad Atlantide per sottoporsi al processo. Però, Orm fu mandato a Belle Reve per i suoi crimini dopo aver abdicato al trono e aver perso la sua immunità diplomatica. Mentre lo portavano via, Aquaman si scusò con lui.
Dopo di ciò, l'atlantideo rinnegato, Murk, fece dei piani per tirare Orm, ora noto ai media come "Ocean Master", un nome che disprezzava, fuori da Belle Reve. Mentre era in carcere, a Orm fu suggerito dal suo avvocato di dichiararsi colpevole di tutte le accuse contro di lui. Murk e gli altri atlantidei giunsero per liberarlo, ma ritornarono a casa quando giunse loro un messaggio che Atlantide era sotto attacco.
Durante la storia Forever Evil, Deathstorm e Power Ring invasero Belle Reve, uccidendo l'avvocato di Orm. Durante l'evasione, Orm riottenne il suo abbigliamento quando un agente ferito chiese aiuto; vedendo che questo agente era l'unico che gli avesse mostrato un po' di gentilezza, Orm lo uccise mettendo fine alle sue sofferenze. Quindi incappò in alcuni altri evasi che stavano attaccando un piccolo ristorante, e visto che inizialmente non voleva confrontarsi con loro, una volta che lo videro, li portò fuori. Una donna di nome Erin che lavorava nel ristorante pregò in lacrime Orm di salvare suo figlio Tommy, ma lui rifiutò, dirigendosi verso l'oceano. Infine, però, cambiò idea, tornando indietro a metà strada per salvarlo. Dopo l'attacco, Orm viveva con Erin e Tommy, intrattenendo quest'ultimo con storie su Atlantide. Improvvisamente, Orm si batté con il re degli Xebel, Nereus, che gli offrì l'opportunità di unirsi a lui e di diventare il re dei sette mari ancora una volta.

## Poteri e abilità
Ocean Master è un maestro della manipolazione magica e può utilizzarla per molti effetti inclusi scariche di energia magica e telepatia.
Dopo aver fatto un patto con il demone Neron, Ocean Master era in grado di manipolare un'enorme quantità di energia magica. Il prezzo da pagare fu un viso completamente stravolto da cicatrici, e gli fu dato un tridente per incanalare questo potere. Se Ocean Master si separa dal tridente, soffre un dolore agonizzante. Indossa anche un elmetto che gli permette di respirare sott'acqua e una speciale armatura che gli consente di sopportare le pressioni delle profondità marine e gli offre resistenza agli attacchi fisici.
Nel reboot di New 52, lo si vide utilizzare un tridente che poteva controllare i fulmini (riferendosi alle tempeste) e un elmetto che gli permetteva di controllare una massiccia quantità di acqua con gli effetti di uno tsunami, getti d'acqua e altri potenti effetti. Questo elmetto (o corona, come ci si riferisce nel fumetto) fu rotto da un pugno dato da Aquaman a Orm. Combatté contro Aquaman quasi alla pari e sembrò in grado di respirare sott'acqua come qualsiasi altro atlantideo.

## Altre versioni

### Flashpoint
Nella linea alternativa degli eventi di Flashpoint, Ocean Master aiuta suo fratello Aquaman ad attaccare il pirata Deathstroke. Dopo averlo tolto di mezzo, Ocean Master cercò di uccidere Deathstroke, ma fu fermato da Aquaman che costrinse tutti loro ad andarsene perché avevano altro lavoro da fare. Ignoto ad Aquaman, si rivelò che Orm era uno dei responsabili della guerra tra gli atlantidei e le Amazzoni, e unì le forze con Artemide e la sorella di Ippolita, Penthesileia, per prevenire l'unione delle due civiltà.
Il complotto terminò con la morte di Ippolita, la madre di Diana, che portò il lutto di Artemide il giorno delle nozze. Aquaman riassegnò Ocean Master e Siren ad assassinare Terra a Nuova Themyscira. La missione fallì, e Siren fu uccisa da Penthesileia. Successivamente, Ocean Master fu catturato da Wonder Woman, dopo aver assistito a un bacio tra sua zia e il nuovo prigioniero scoprendo così che la guerra era stato pianificato da loro due. Scoprì anche che il loro piano era di fermare le proprie forze a vicenda dopo aver assassinato Aquaman e Wonder Woman, significando che i due sarebbero stati riconosciuti come eroi e avrebbero dominato il mondo nel dopo guerra.

## Altri media

### Televisione
- Orm comparve in un episodio di Justice League. Qui, è un atlantideo e un membro della famiglia reale. Quando andò in superficie, ingaggiò Deadshot per assassinare Aquaman così da poter reclamare il trono e muovere guerra contro gli abitanti di superficie sciogliendo le calotte polari. Fu infine sconfitto da Aquaman e si presunse che fosse morto dopo essere caduto in un burrone. Nella prima stagione della serie, Bruce Timm disse che considerarono l'idea di riportare Orm nel suo costume, ma scartarono l'idea perché il nome "Ocean Master" era troppo banale così come l'idea di riportarlo in vita dopo averlo fatto sprofondare in un burrone nella sua ultima comparsa.
- Ocean Master comparve nella serie animata Batman: The Brave and the Bold. Qui, Orm è il fratello di Aquaman e ritornò ad Atlantide dopo che Arthur gli concesse una seconda occasione. Dopo che il suo tentativo di assassinare Aquaman fu sventato da Batman, questi fu esitante nel credere che Orm fosse cambiato. Più avanti, si rivelò che lavorava per Black Manta per rubare il trono di Aquaman, e riuscì anche a catturalo. Black Manta però lo tradì, portando i due a mettere da parte le loro differenze per salvare Atlantide. Orm alla fine fu messo in carcere, e fu costretto ad ascoltare le storie di eroismo di Aquaman. Nonostante quanto accadde, Orin diede a Orm una seconda possibilità perché "erano una famiglia".
- Ocean-Master (scritto con il trattino) comparve in Young Justice. In "Downtime" si scoprì che Aqualad attirò l'attenzione di Aquaman aiutandolo in un combattimento contro Ocean Master. L'identità di Ocean-Master non fu rivelato nell'episodio, ma il principe Orm comparve successivamente e non mostrò nessun segno di ostilità nei confronti di Aquaman. Quando Black Manta attaccò Atlantide, Orm lavorò per proteggere la Regina Mera. Niente meno, Ocean-Master ricomparve nell'episodio "Revelation" dove si scoprì che era un L-5 dei Light (Ministero dei Direttori del Progetto Cadmus) che parlò con Black Manta alla fine di "Downtime". In "Auld Acquaitance", Ocean-Master comparve con Ra's al Ghul, Lex Luthor, Queen Bee, e Brain quando irruppero a Cadmus e rubarono tutti i cloni. In "Alienated", si scoprì che Ocean-Master fu rimpiazzato nei Light da Black Manta dopo aver perso la sua posizione a causa di alcune disgrazie private.

### Cinema
Orm Marius, alias Ocean Master, appare all'interno del DC Extended Universe, in cui è interpretato da Patrick Wilson (l'attore che ha interpretato il secondo Gufo Notturno, supereroe nel film Watchmen).
- Ocean Master appare per la prima volta come antagonista principale nel sesto film del DCEU Aquaman (2018).
- Il personaggio riappare adesso come secondo protagonista e antieroe nel sequel Aquaman e il regno perduto (2023).

#### Film d'animazione
- Ocean Master comparve nel film d'animazione Justice League: The Flashpoint Paradox, doppiato in originale dall'attore James Patrick Stewart. Aiutò suo fratello Aquaman per la vendicare la morte di Mera nella guerra tra gli atlantidei e le Amazzoni. Viene ucciso nella battaglia finale contro le Amazzoni.
- Il personaggio comparve come antagonista minore nel film d'animazione Justice League: War. Orm compare solo nella scena finale dopo i titoli di coda sulla nave atlantidea, tenendo il corpo del suo re e dichiarando vendetta al mondo di superficie per le morti della fauna marina, cosa che credette erroneamente essere un attacco non provocato - mentre in realtà fu a causa dell'invasione del perfido Darkseid.
- Ocean Master comparve come antagonista principale nel film d'animazione Justice League: Il trono di Atlantide (sequel di Justice League: War), doppiato da Sam Witwer[20]. All'inizio del film, Orm e Black Manta si incontrarono con la regina Atlanna per convincerla a dichiarare guerra al mondo di superficie a causa della distruzione causata dall'invasione di Darkseid. Dopo aver ricevuto una risposta negativa, Orm disse a Manta di usare dei missili (che i suoi uomini rubarono in precedenza da un sottomarino nucleare) caricati nel suo sottomarino per attaccare Atlantide, e incolpare il mondo sopracqueo. Orm e Black Manta quindi chiesero che la Regina lanciasse la guerra per il presunto atto di terrorismo da parte della superficie. Tuttavia, la Regina Atlanna si rifiutò ancora di attaccare e disse a Manta di preparare un incontro con la Justice League per discutere un trattato di pace. Dopo che i suoi uomini fallirono nell'uccidere suo fratello, Aquaman, Orm uccise la Regina Atlanna e ne usurpò il trono, ancora una volta incolpando gli umani dell'omicidio. Da re, Orm indossò la sua armatura e divenne il super criminale "Ocean Master". Quando Aquaman e la League giunsero ad Atlantide per fermarlo, Ocean Master li sconfisse e li catturò offrendoli ai Trench. Ocean Master guidò l'armata atlantidea alla guerra contro la superficie, uccidendo numerosi umani. La League riuscì intanto a liberarsi e a tornare in superficie per fermare sia lui che il suo esercito. Nel corso del combattimento, Ocean Master sconfisse facilmente l'intera Justice League e lasciò Aquaman per ultimo. Quando Orm stava per ucciderlo, Cyborg mandò in onda una registrazione di Orm che confessava di aver ucciso la regina. Dopo aver sentito la verità, gli atlantidei cessarono il loro attacco e Aquaman mise Ocean Master fuori gioco diventando il nuovo re di Atlantide. Nella scena post-titoli di credito, Ocean Master viene imprigionato a Belle Reve. Quando Orm chiese di parlare con Aquaman, comparve Lex Luthor affermando di avere una proposta da fargli.

### Videogiochi
- Ocean Master compare in DC Universe Online. Compare come parte dell'evento estivo "Tides of War". Nella campagna dell'eroe, i giocatori vengono inviati da Oracolo ad aiutare Aquaman a prevenire che Ocean Master si appropri dell'avamposto vicino a Metropolis. Successivamente, il giocatore deve aiutare la forza navale di Aquaman ad abbordare e distruggere la forza navale ammutinata di Ocean Master nello stretto di Little Bohemia. Nella campagna del criminale, i giocatori vengono mandati dal Calcolatore ad aiutare Ocean Master nel tentativo di colpo di Stato su Aquaman aiutando le sue forze per appropriarsi di un avamposto atlantideo vicino Metropolis. Successivamente, i giocatori aiutano la forza navale di Ocean Master ad abbordare e distruggere le forze navali di Aquaman nello stretto di Little Bohemia. Gli ammutinati di Ocean Master consistono di Ammuntinati e Ammutinati Timonieri.
- Ocean Master viene menzionato in Injustice: Gods Among Us. Quando Aquaman affronta la sua controparte ad Atlantide, l'Aquaman alternativo gli chiese se lavorasse per Black Manta o Ocean Master.
- Ocean Master compare come boss in Scribblenauts Unmasked: A DC Comics Adventure. Lo si vede nel mondo "Atlantide" e nel livello finale mentre combatte contro Aquaman. Lo si può vedere anche nella storia delle origini di Aquaman. In più, può essere creato nel gioco in quasi qualunque momento.
- Ocean Master compare come boss nella versione DC di Batman: The Brave and the Bold: The Videogame ad Atlantide.
- C'è un riferimento a Ocean Master in Batman: Arkham Knight, dove un ristorante di Chinatown è chiamato "Ocean Master Sushi".

### Miscellanea
Nel fumetto spin-off della serie Young Justice, la doppia vita di Orm come Ocean Master fu confermata nel n. 14. Ocean Master interrogò i suoi Purificatori Atlantidei di terrorizzare gli atlantidei impuri durante l'assenza di Aquaman. Prima del loro attacco, Ocean Master calmò i loro timori su Aqualad ma disse loro di stare attenti comunque. Quando i Puristi attaccarono Atlantide, Ocean Master aveva la Regina Mera alla sua mercé.